# Onore
Onore es un municipio italiano situado en la provincia de Bérgamo, en Lombardía. Tiene una población estimada, a fines de octubre de 2023, de 940 habitantes.

## Evolución demográfica
| Gráfica de evolución demográfica de Onore entre 1861 y 2023 |
|                                                             |
| Fuente: ISTAT - Elaboración gráfica de Wikipedia            |